# Perry Spit
Perry Spit är en udde i Kanada. Den ligger i provinsen British Columbia, i den sydvästra delen av landet, 3 900 km väster om huvudstaden Ottawa.
Terrängen österut inåt land är bergig och västerut är den kuperad. I nordväst ligger havet. Trakten runt Perry Spit är nära nog obefolkad, med mindre än två invånare per kvadratkilometer.. 
I omgivningarna runt Perry Spit växer i huvudsak barrskog.